# Dialoguista
El trabajo de dialoguista consiste en escribir diálogos para obras de ficción, para cine, televisión u otros medios de comunicación.

## Descripción
La persona que escribe los diálogos trabaja con quien escribe guion y quién dirige. A través del arte de la palabra, afirma el estilo de los personajes de la película. La función de dialoguista puede ser ocupada por la propia persona que escribe el guion, pero un showman puede estar especializado en escribir diálogos, incluso para guiones de los que no es autor. La profesión de dialoguista puede interactuar con la adaptación cinematográfica, o con el doblaje, a la hora de adaptar diálogos de obras filmadas en lengua extranjera.

## Otros usos
La palabra «dialoguista» también se aplica a aquellas personas que se avienen al diálogo para tratar los conflictos. Pero, con ese significado, en España se emplea más la voz «dialogante».